# Jan Bůžek
Jan Bůžek (16. února 1927, Kutná Hora – 3. prosince 2005 Teplice) byl český hudební skladatel a pedagog působící v Teplicích.

## Život
Po maturitě absolvoval Pedagogickou a Přírodovědeckou fakultu Univerzity Karlovy v Praze, obor hudební výchova, zeměpis. Skladbu studoval nejprve soukromě u prof. Jaroslava Řídkého, Doc. Karla Háby a v roce 1967 absolvoval studium skladby na AMU u národního umělce Emila Hlobila. V roce 1972 dosáhl na Karlově univerzitě titulu doktora filosofie. Za studií dirigoval Kutnohorskou filharmonii a Pěvecké sdružení kutnohorských učitelů. Nejdříve působil na Pedagogické škole v Teplicích, později jako odborný asistent na katedře hudební výchovy Pedagogické fakulty v Ústí nad Labem. Zároveň přednášel dějiny hudby a hudební teorii na Konzervatoři v Teplicích, kde vykonával funkci zástupce ředitele. Řada jeho skladeb byla nahrána Čs. rozhlasem a odměněna v krajských a celostátních soutěžích. Jeho sborové skladby byly provedeny nejen v Československu, ale i v Německu, Polsku, Bulharsku, Švýcarsku, Nizozemsku, Anglii a Irsku.
Byl jmenován čestným členem Společnosti Leoše Janáčka v Curychu a smíšeného pěveckého sboru Janáček v Jablonci nad Nisou. V roce 1965 mu byla udělena Cena města Teplic za kompoziční činnost. Orchestrální skladby premiérově provedla a pro Čs. rozhlas nahrála Severočeská filharmonie.
Ve své tvorbě navázal na tradici českých i světových klasiků, snažil se o srozumitelný hudební jazyk s neoromantickým zaměřením, což dokazují stovky sborů a písní stejně tak, jako tvorba symfonická a komorní.
Jeho instrumentální tvorba je zastoupena od komorních skladeb pro sólové nástroje až po rozsáhlá symfonická díla, mezi kterými dominuje symfonie Terezínský zpěv (1972).
Vokální tvorba je zastoupena sbory Panichyda (1970), Bernard Žár (1970), Stabat mater (1972), Slovanská balada (1977), Madrigaly (1978), Salutationes (1991), věnovaný památce Jana Palacha, Te Deum laudamus (1998), Veni, sancte Spiritus (1999) a písněmi Zpěvy staré Číny (1969) a Zpěvy domova (1978). Vrcholem skladatelovy tvorby jsou skladby vokálně instrumentální – In memoriam Duchcov 1931 (1972), Rekviem (1978) a Legenda o sv. Vojtěchovi (1996).

Josef Zadina o autorovi napsal:
„O Janu Bůžkovi lze dnes s určitostí říci, že spolu s Jaroslavem Řídkým tvoří podstatný pilíř české hudby 20. století, vycházející z oblasti severních Čech. Zvláště Legenda o sv.Vojtěchovi významně převyšuje všeobecné normy současné české hudební produkce a je dokladem toho, že autor právem patří k vrcholným reprezentantům klasické hudební tvorby současnosti. Jan Bůžek se ve své bohaté kompoziční činnosti úmyslně vyhýbá módním dobovým prvkům, které jsou dnes tolik charakteristické pro některé velmi často prezentované minimalistické autory, ale již pečlivou volbou tematického materiálu, rozmanitě ztvárněného osobitým zralým kompozičním rukopisem vytváří avantgardní díla, která vyrůstají z bytostných tradic české hudby. Tuto tradici autor obohatil zvláště v melodicko-harmonické oblasti nezaměnitelnými nosnými prvky, které vytvářejí osobitý hudební tok povýšený hlubokým duchovním potenciálem. Dílo Jana Bůžka tak vyrůstá v tvorbu vpravdě moderní, která inspiruje současníky a bude přinášet bohaté plody i v životě příštích generací.“

## Seznam skladeb Jana Bůžka
Seznam obsahuje pouze výčet jeho nejvýznamnějších skladeb

### Dětské sbory
- Pavouk – 2. cena v Jirkovské soutěži, 1971
- Co je to? – na text básnířky Vlasty Kovaříkové, 1966
- Alenčiny písničky – cyklus dvojhlasů s klavírem na texty Vlasty Kovaříkové, 1967
- Mniši a myši – J. Havel,1971
- Pro pět ran – text Vladimír Šefl, 1982
- Koťata – 1983, cyklus šesti písní – text H. Průchová
- Zvířetníček – deset písní s klavírem, 1986, text Heda Průchová
- 15 sborečků na slova J. V. Sládka – tříhlasé písně s flétnou, 1999
- Ptačí říkadla – 11 jednohlasých říkadel, říjen 2003

Dále autor napsal další dětské sbory a řady cyklů, celkem 91.

### Ženské sbory
- Milostné dvojzpěvy – 1960, texty lidové poezie, s klavírem
- Slovanská balada – pro čtyřhlas a capella, text M. Pujmanová, 1997
- Madrigaly – cyklus 5 madrigalů a capella, slova čínské poezie, text B. Mathesius, l978
- Tři sbory na orientální text – B. Mathesius, 1998
- Obrázky ze Staré Číny – 15 skladeb a capella, text B. Mathesius, 2001

Celkem autor složil 40 ženských sborů.

### Mužské sbory
- Kdo na moje místo – Petr Bezruč, 1969
- Bernard Žár – P. Bezruč, 1969
- Září – Karel Toman, básnická sbírka Měsíce, 1968
- Mirogoj – J. Wolker, 1988

Celkem autor složil 18 mužských sborů.

### Smíšené sbory
- Rodnému městu – cyklus sborů na slova J. Ortena, pro Pěvecké sdružení v Kutné Hoře
- Ester - na slova Ivana Mojíka, 1964
- Balada o očích topičových – J. Wolker, 1969
- Šel malíř chudě do světa – J. Seifert, cyklus, 1970
- Panychida – V. Nezval, vydal Panton, 3. cena Pantonu 1972, žalozpěv za zemřelé bojovníky 2. světové války
- Cantus pacis – Zpěv míru, vokální fuga na latinský text a capella, 1972
- Stabat Mater - pro alt sólo, ženský sbor, smíšený sbor a klavír, na latinský text, 1972
- Má země – text studentky teplického gymnázia
- 3 lidové balady – pro soprán, baryton, smíšený sbor, 1980
  - Stojí Jano při potoce, Pásl Jano krávy, Vyletěl vták'
- Pentameron o životě a smrti – cyklus, slova posluchačky UJEP
- Píseň mrtvých – slova neznámé ženy z Osvětimi z roku 1944, 1984
- Ghetto v kamenech – pro smíšený sbor, recitace a klavír, Fr. Branislav, 1986
- Píseň o smrti – ze Steyerova kancionálu, 1994
- Olympijský zvon – Mirko Paráček, 1995
- Modlitba – na slova Thomase Moora z roku 1535, 1998
- Te Deum – latinský text, l998
- Job - slova Marie Dolistová, 1999
- Píseň tvorstva – pro tenor sólo a smíš. sbor, slova František z Assisi, 2001
- Pentameron ze Staré Číny – 5 sborů s flétnou, text přebásnil B. Mathesius, 2002
- Církevní hexameron I – 1997, smíšený sbor á capella
  - 1. „Otče náš“, „ Aleluja“, „Te Deum laudamus“, „Pange lingua“, 5. „Media vita in morte sumus“, 6. „Veni sancte Spiritus“
- „Církevní hexameron II – 1997, pro smíšený sbor (sólo)
  - 1. „Salve Regina“, 2.“Agnus Dei“, 3. „Gloria“, 4. „Salve Regina“, 5. „Suplicio“, 6. „V Tvé srdce, Jezu“
- Dobrý Pastýř – mešní proprium na slova Marie Dolistové, 2004
- Kristus – text básně M. Dolistové, 2000
- David a Goliáš - Uriáš - Ester - pro alt sólo, tenor, bas a smíš. sbor na texty M. Dolistové, 1999
- Zůstaň s námi, Pane – pro alt sólo, tenor, bas a smíšený sbor, text M. Dolistová, 1999

Celkem autor složil 181 smíšených sborů.

### Písně s klavírem
- Zpěvy Staré Číny – cyklus, B. Mathesius, l969
- Srdce ve světnici – slova z básnické sbírky Ladislava Dymeše, cyklus písní, 1967
- Renesanční pentameron – 5 písní, renesanční text, 1973
- Zpěvy domova – písně v lidovém tónu na lidovou poezii 1978, dva díly
- 4 písně na slova Fr. Branislava  - natočeno Čs. rozhlasem, 1998
- Sonety – renesanční poezie, 3 díly, text T. Tasso a Petrarca, 1979
- 3 Sonety Lauře – na slova Petrarcy, l980
- Tesknice – 7 písní pro soprán a klavír, slova moravské lidové poezie, 1981
- Říkanky – 5 říkanek na slova moravské lidové poezie, 1981
- Škádlivky – 9 písní pro soprán a klavír, moravská lidová poezie, 1981
- Písně z dálného Východu – pro soprán, flétnu, triangl a klavír, 1982
- Píseň z Kolchidy – 5 písní na vlastní text, po soprán, tenor a klavír, 1982
- Kamenný sen – cyklus, na slova kutnohorských básníků, pro bas a klavír, 1982
- Bajky – 7 bajek, pro soprán a klavír, H. Průchová, 1986
- 2 Balady – pro soprán, tenor, smíš. sbor a klavír, 1988
- 12 Pantumů o lásce – pro baryton a klavír, Jaroslav Seifert, 1991
- Valašské písně – 5, v lidovém tónu na lidový text, pro soprán, flétnu a klavír, 1994
- Staročínský dekameron – B. Mathesius, 1998
- Renesanční trojlístek – renesanční poezie, 2001
- Vzpomínky – památce Karla Čapka, text Olga Scheinpflugová, 2003
- Zarostlé stezky – cyklus 5 písní, Marie Dolistová, 2003
- Rút – Zuzana – pro sólo a klavír, text Marie Dolistová, 1998-1999
- Koleda – píseň na slova Marie Dolistové, 2004

Celkem 231

### Komorní skladby
- Sonáta č.1 pro housle a klavír – 1964
- Variace pro klavír, 1964
- Malé variace pro klavír – na téma Ej lásko, lásko
- Sonáta pro trubku a klavír – 1985
- Hudba pro šest – pro klavír, housle, 2 flétny, klarinet a kytaru, l988
- Trifolium – 2 klarinety a fagot, dodekafonie 1990
- Bagately pro flétnu a klavír – 6 bagatel, 1991
- Sonatina č. 1 pro klavír C Dur – 1996
- Sonáta pro housle a klavír č. 2 – dvě věty, 2001
- Sonatina pro 3 housle – 2002

### Úpravy a harmonizace
- Lidové písně z Ústecka a Roudnicka – 30 písní, 1963
- L’ Espero – esperantská hymna, harmonizace pro mužský sbor
- Strážnické písničky – pro ženský sbor
- Kakva moma – bulharská píseň, roku 1970

Celkem 32

### Melodramy
- U roentgenu – J.Wolker, pro klavír a recitaci, 1960
- Balada o vdovách z Oseku – B. Brecht, 1961, 1. cena k výročí Mostecké stávky
- Opatovický poklad – Jan Vlček, recitace a klavír, 2002

Celkem 6

### Instruktivní skladby
- Divertiento – 3 větá skladba pro housle, 1968, vydal Panton
- Suita pro 3 housle – 1972, pro konzervatoř Teplice
- Malá suita pro 2 housle a klavír – vydal Supraphon 1977
- Invence – pro pozoun a klavír
- Partita pro sopr. zobcovou flétnu a klavír – 1981
- Suita pro Martinka – pro klavír, 1994
- 10 národních písní pro troje housle – 2002

Celkem 16

### Scénická hudba
- Anna Karenina – k 11 obrazům pro Malé Divadlo v Ústí n. L., 1961

### Orchestrální skladby
- Suita – 3 věty, 1966
- Symfonieta – 1963, 3 věty
- Symfonie č.1 – 1967, 3 věty
- Hudba pro smyčce – dodekafonie, 1969
- Terezínský zpěv – 1972, 4 části
- Zámecká suita – 6 vět, natočeno Čs. rozhlasem, 1973
- Concertino pro housle – 1975, 2 věty
- Partita in C – 1977,, pro smyčcový orchestr, čtyři věty
- Symfonie č. 2 – pro smyčce, klavír a tympány, 1982
- Koncertantní symfonieta – pro dvě housle, smyčcový orchestr a tympány, 1986
- Suita pro symfonický orchestr – 1996, tři věty
- Komorní symfonieta c-moll – pro smyčce, 4 věty, 2000

Celkem 15

### Vokálně-instrumentální skladby
- Balada o Janíčkovi – kantáta pro sóla, sbor a orchestr, 1958
- In Memoriam Duchcov 1931 – kantáta pro sbor a smyčcový orchestr
- Rekviem – pro sóla, sbor a orchestr, na latin. text, 1971, korigováno 1978
- Heinovské noci (Lidice) – 1970, komorní kantáta melodram, slova K. Šiktanc, pro smyčcový orchestr, klavír, recitaci a ženský komorní sbor
- Legenda o sv. Vojtěchovi – kantáta pro basbaryton, soprán, recitátora, smíšený sbor a orchestr, 1996, text Marie Dolistová